# Louis Friedrich Christian Curtze
Louis (auch Ludwig) Friedrich Christian Curtze (* 14. Januar 1807 in Korbach; † 1. April 1870 ebenda) war deutscher evangelischer Geistlicher, Lehrer und Heimatforscher.

## Leben
Louis Friedrich Christian Curtze (auch Louis Curtze) wurde am 14. Januar 1807 als Sohn des Christian Ludwig Curtze (zu der Zeit Konrektor des Korbacher Gymnasiums Alte Landesschule) und Zwillingsbruder von Karl Curtze († 5. September 1855 in Sayn) geboren. Er besuchte von 1813 bis 1815 sowie 1818 bis 1825 die Alte Landesschule, das Korbacher Gymnasium. Zusätzlich erhielt er Privatunterricht durch seinen Vater. Dieser war ab 1815 als Verwalter des Pfarramtes Berndorf tätig. Ab Ostern 1825 studierte er Theologie in Göttingen und legte im Frühjahr 1827 sein Abschlussexamen ab. Anschließend studierte er Schulwissenschaften und wirkte ab 1828 als Lehrer an der Alten Landesschule in Korbach. In der Zeit von 1832 bis 1842 wurde er zusätzlich Diakon in Korbach und zugleich Pfarrer von Lengefeld und Lelbach. Von 1854 bis zu seiner Pensionierung am 9. Oktober 1861 war er Direktor des Gymnasiums Alte Landesschule Korbach.
Seine Tochter Maria Elisabeth Friederike Sabine heiratete Karl Friedrich Georg Waldschmidt, der Professor und Konrektor am Korbacher Gymnasium wurde. Die Söhne des Paares Max Waldschmidt und Oswald Waldschmidt wurden waldeckische Landtagsabgeordnete.

## Veröffentlichungen (Auszug)
- De similitudinibus Homericis. 1830.
- De vita Lazeri Schoneri. 1832.
- Fabula Niobes Thebanae e fontibus exposita. 1836.
- Das Gymnasium zu Corbach. In: Statistik der Deutschen Gymnasien 1836. Druck 1837 in Kassel.
- Geschichte und Beschreibung der Kirche St. Kilian zu Korbach. Arolsen, 1843.
- Beschreibung des Fürstenthums Waldeck und Pyrmont für Stadt- und Dorfschulen. 1846.
- Die Ortsnamen des Fürstenthums Waldeck. Band 1 Verlag A. Speyer, Arolsen, 1847 (online)
- Die Ortsnamen des Fürstenthums Waldeck. Band 2 Verlag A. Speyer, Arolsen, 1850. (online)
- Geschichte und Beschreibung des Fürstenthums Waldeck. 1850, (online)
- D. Philipp Nicolai's Leben und Lieder. 1858, Halle, Verlag J. Fricke, (online)
- Volksüberlieferungen aus dem Fürstenthum Waldeck nebst einem Idiotikon. Arolsen, 1860 (online)
- Leben und Thaten des Fürsten Georg Friedr. von Waldeck (1620—1669). 1867, Vollendung und Herausgabe (online)
- Die Germania von Tacitus. Leipzig, 1868, Verlag M.G. Priber, (online)